# StEG I 178–270
Die StEG I 178–270 waren Schnellzug-Dampflokomotiven der Staats-Eisenbahn-Gesellschaft (StEG), einer privaten Eisenbahngesellschaft Österreich-Ungarns, mit Stütztender Bauart Engerth.

## Geschichte

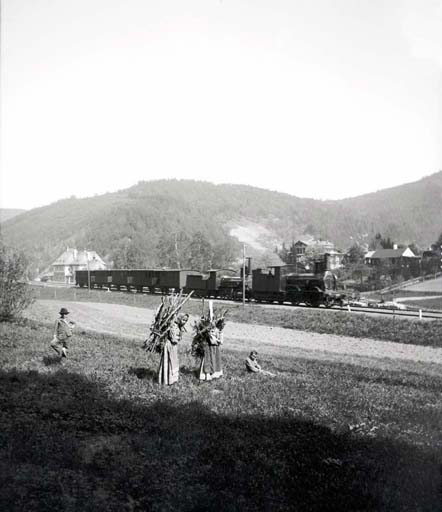
Ein Zug mit einer StEG I bei Adamov auf der Strecke Brünn–Böhm. Trübau (um 1893)

Die Maschinen dieser Bauart wurden 1865 bis 1873 von der Lokomotivfabrik der StEG geliefert.
Ein Teil der Lokomotiven dieser Reihe kam 1891 zur MÁV, wo sie zunächst die Bezeichnung TII 1301–1337 erhielten, ab 1911 die Reihe 250 bildeten.
Die 1909 zu den k.k. österreichischen Staatsbahnen (kkStB) gekommenen Maschinen wurden als Reihe 14 bezeichnet. Sie waren in Wien und auf den böhmischen Strecken eingesetzt und wurden vor 1918 ausgemustert.
Der Vollständigkeit halber sei angemerkt, dass 14.01 bei der kkStB bereits durch eine Lokomotive der LCJE mit der Reihenbezeichnung IIa besetzt war.
Sie hatte die Bauart 1Bn2, wurde 1855 gebaut, aber schon 1892 ausgeschieden.